# Tlenie
Tlenie (inaczej: spalanie bezpłomieniowe, żarzenie) – szczególny przypadek reakcji spalania, której nie towarzyszy płomień. Według Polskiej Normy tląca się substancja nie emituje światła (nie żarzy się).
Spalaniu bezpłomieniowemu ulegają substancje, które pod wpływem ogrzewania wytwarzają w warstwie sztywną, porowatą węglistą strukturę (np. substancje pochodzenia naturalnego). Natomiast, jeżeli substancja wykazuje jakąkolwiek tendencję to topnienia, mięknięcia, kurczenia się lub sublimacji wykazuje automatycznie brak skłonności do tlenia się.
Tlenie jest często końcowym etapem pożaru, gdyż zwęglone pozostałości popirolitycznej wielu palnych substancji stałych mają tendencję do długotrwałemu podleganiu tego zjawiska. Tlenie może pojawić się również w początkowym stadium pożaru, w przypadku gdy moc źródła zapalenia okazuje się zbyt mała.
W pożarnictwie za temperaturę tlenia uważa się najniższą temperaturę gorącej powierzchni, na której pył osiadły swobodnie w warstwie 10 mm ulega zatleniu w czasie do dwóch godzin. Z reguły podczas spalania bezpłomieniowego temperatura tlenia zawarta jest w granicach 600–700 °C .
Temperatura tlenia jest zależna od takich czynników jak:
- grubości warstwy materiału tlącego się
- ruchu i wilgotności powietrza,
- wielkości cząstek substancji tlącej się,
- składu chemicznego substancji,
- wielkości powierzchni zewnętrznych i wewnętrznych materiału,
- stężenia tlenu w atmosferze,
- sposobu i szybkości ogrzewania materiału.